# 2009-es UEFA-kupa-döntő
A 2009-es UEFA-kupa-döntő az utolsó mérkőzése volt a 2008–2009-es UEFA-kupának. A szezon az UEFA második számú kupasorozatának, az UEFA-kupának a 38. kiírása. Ez volt az utolsó olyan döntő, amelyet UEFA-kupa néven rendeztek, a 2009–2010-es szezontól Európa-liga néven fut majd a sorozat. A mérkőzést a Sahtar Doneck és a Werder Bremen játszotta, a találkozót a Sahtar nyerte 2–1-re a hosszabbításban. Az első gólt az első félidő közepe táján Luiz Adriano szerezte, amivel vezetéshez juttatta a Sahtart, majd tíz perccel később Naldo szabadrúgásból egyenlített. A második játékrész nem hozott újabb találatot, így hosszabbítás következett; mindössze hét perc elteltével Jádson megszerezte a Doneck második gólját is, így a Sahtar története első európai kupadiadalát érte el.
A találkozót 2009. május 20-án rendezték, melynek  helyszíne a Fenerbahçe pályája, az isztambuli Şükrü Saracoğlu Stadion volt. Ez volt a második olyan európai kupadöntő, melynek Törökország volt a házigazdája. Az első a 2005-ös UEFA-bajnokok ligája-döntő volt, melynek helyszíne egy másik Isztambulban található stadion, az Atatürk Olimpiai Stadion volt.

## Mérkőzés adatok
| 2009. május 20. 20:45 (CEST) |

| Sahtar Doneck               | 2–1 (h. u.)            | Werder Bremen |
| --------------------------- | ---------------------- | ------------- |
| Luiz Adriano 25' Jádson 97' | (1–1, 1–1) Jegyzőkönyv | Naldo 35'     |

| Şükrü Saracoğlu Stadion, Isztambul Nézőszám: 37 357 Játékvezető: Medina Cantalejo (spanyol) |

| Sahtar Doneck | Werder Bremen |

| SAHTAR DONECK: |    |                     |     |      |
|                |    |                     |     |      |
| K              | 30 | Andrij Pjatov       |     |      |
| JV             | 33 | Darijo Srna (Csk.)  | 57' |      |
| V              | 5  | Olekszandr Kucser   |     |      |
| V              | 27 | Dmitro Csihrinszkij |     |      |
| BV             | 26 | Răzvan Raț          |     |      |
| VKP            | 18 | Mariusz Lewandowski | 77' |      |
| VKP            | 7  | Fernandinho         |     |      |
| JKP            | 11 | Ilsinho             | 87' | 100' |
| BKP            | 22 | Willian             |     |      |
| TKP            | 8  | Jádson              |     | 112' |
| CS             | 17 | Luiz Adriano        |     | 90'  |
| Cserék:        |    |                     |     |      |
| K              | 12 | Rusztam Hudzsamov   |     |      |
| V              | 4  | Igor Duljaj         |     | 112' |
| V              | 32 | Mikola Iscsenko     |     |      |
| V              | 36 | Olekszandr Csizsov  |     |      |
| KP             | 19 | Olekszij Haj        |     | 100' |
| CS             | 21 | Olekszandr Hladkij  |     | 90'  |
| CS             | 99 | Marcelo Moreno      |     |      |
| Vezetőedző:    |    |                     |     |      |
| Mircea Lucescu |    |                     |     |      |

| WERDER BREMEN: |    |                      |        |      |
|                |    |                      |        |      |
|                |    |                      |        |      |
| K              | 1  | Tim Wiese            |        |      |
| V              | 8  | Clemens Fritz        | 82'    | 95'  |
| V              | 15 | Sebastian Prödl      |        |      |
| V              | 4  | Naldo                |        |      |
| V              | 2  | Sebastian Boenisch   | 120+2' |      |
| KP             | 22 | Torsten Frings       | 45+1'  |      |
| KP             | 6  | Frank Baumann (Csk.) |        |      |
| JKP            | 25 | Peter Niemeyer       |        | 103' |
| BKP            | 11 | Mesut Özil           |        |      |
| CS             | 9  | Markus Rosenberg     |        | 78'  |
| CS             | 24 | Claudio Pizarro      |        |      |
| Cserék:        |    |                      |        |      |
| K              | 33 | Christian Vander     |        |      |
| V              | 3  | Petri Pasanen        |        | 95'  |
| V              | 5  | Duško Tošić          |        |      |
| KP             | 7  | Jurica Vranješ       |        |      |
| KP             | 16 | Aléxandrosz Dziólisz | 115'   | 103' |
| CS             | 14 | Aaron Hunt           |        | 78'  |
| CS             | 34 | Martin Harnik        |        |      |
| Vezetőedző:    |    |                      |        |      |
| Thomas Schaaf  |    |                      |        |      |

| Mérkőzés játékosa: Asszisztensek: Jesús Calvo Guadamuro Roberto Díaz Pérez Del Palomar 4. számú játékvezető: Alfonso Perez Burrull |

## Statisztikák

### Első félidő
|              | Sahtar Doneck | Werder Bremen |
| ------------ | ------------- | ------------- |
| Gól          | 1             | 1             |
| Összes lövés | 5             | 5             |
| Lövés kapura | 3             | 1             |
| Labdabirt.   | 57%           | 43%           |
| Szöglet      | 5             | 1             |
| Fault        | 11            | 7             |
| Les          | 1             | 1             |
| Sárga lap    | 0             | 1             |
| Kiállítás    | 0             | 0             |

### Második félidő
|              | Sahtar Doneck | Werder Bremen |
| ------------ | ------------- | ------------- |
| Gól          | 0             | 0             |
| Összes lövés | 6             | 7             |
| Lövés kapura | 3             | 3             |
| Labdabirt.   | 59%           | 41%           |
| Szöglet      | 4             | 2             |
| Fault        | 12            | 8             |
| Les          | 2             | 1             |
| Sárga lap    | 3             | 1             |
| Kiállítás    | 0             | 0             |

### Hosszabbítás
|              | Sahtar Doneck | Werder Bremen |
| ------------ | ------------- | ------------- |
| Gól          | 1             | 0             |
| Összes lövés | 4             | 7             |
| Lövés kapura | 2             | 2             |
| Labdabirt.   | 60%           | 40%           |
| Szöglet      | 1             | 2             |
| Fault        | 4             | 7             |
| Les          | 2             | 0             |
| Sárga lap    | 0             | 2             |
| Kiállítás    | 0             | 0             |

### Összesen
|              | Sahtar Doneck | Werder Bremen |
| ------------ | ------------- | ------------- |
| Gól          | 2             | 1             |
| Összes lövés | 15            | 19            |
| Lövés kapura | 8             | 6             |
| Labdabirt.   | 59%           | 41%           |
| Szöglet      | 10            | 5             |
| Fault        | 27            | 22            |
| Les          | 5             | 2             |
| Sárga lap    | 3             | 4             |
| Kiállítás    | 0             | 0             |

- Az UEFA teljes körű jegyzőkönyve

## Lásd még
- 2008–2009-es UEFA-bajnokok ligája
- 2008–2009-es UEFA-kupa
- 2008-as Intertotó-kupa
- 2008-as UEFA-szuperkupa